# Balduini de Capris
I Balduini (o Baldovini) de Capris furono un'antica famiglia trentina di notai imperiali, consoli e illustri medici, farmacisti e speziali. Tanto da essere creati conti palatini di Trento da Federico III il 17 luglio 1478.

## Storia
Nicolò Balduini de Capris (figlio di ser Pietro della diocesi di Bressanone ma residente a Trento) già notaio nel 1421 e capo console nel 1455, fu padre di Arcangelo e Gerolamo; illustri medici, speziali e proprietari, nel '400, d'una farmacia in piazza Duomo a Trento.
La fama di Arcangelo Balduini, che sposò la nobile Antonia a Sale figlia del notaio e capo console di Trento nel 1455 Leonardo a Sale, lo portò ad essere, nel 1473, console di Trento e medico personale di Federico III, di Alberto duca di Baviera, del principe vescovo Giovanni IV Hinderbach e in seguito del principe vescovo Uldarico III de Frundsberg. Nel 1475 fu poi incaricato di una perizia medica del cadavere nel caso "Simonino" a Trento; mentre nel luglio del 1478 fu fatto conte Palatino di Trento dallo stesso Federico III.
Un Antonio Baldovino, dottore, fu capo console nel 1539. Mentre nel 1565 ci fu un processo criminale contro Battista Baldovino, capitano, reo confesso di tentato avvelenamento contro il cardinale Cristoforo Madruzzo. Scoperto in combutta coi signori di Gresta e altri congiurati.
Il capitano Alberto Baldovini, marito di Caterina dei nobili Luchini, fu invece console di Trento negli anni: 1605, 1606, 1612, 1616, 1620, 1621 e 1630.
Alla morte di Baldassare Balduini, ultimo discendente maschio senza figli, l'eredità della famiglia passò alle cinque figlie e un figlio (Francesco) della sorella di suo padre: Margherita Balduini sposata Giovanni Giacomo de Corradini. Famiglia patrizia di notai e avvocati di Trento.

## Palazzi
I Balduini abitavano nel palazzo omonimo, al numero 30 della parte occidentale di piazza Duomo a Trento. Esso conserva la più antica decorazione esterna della città, formata da affreschi di festoni pendenti di foglie e frutta annodati da sottili nastri rossi.
Nella parte orientale di piazza Duomo, al numero 10/11, si trova invece quello che ora prende nome palazzo Dall'Armi; dal nome dell'ultima famiglia comitale che nel '700 entrò in suo possesso. In realtà fu fatto costruire dai conti Balduini a metà del '400, con sottostante farmacia in cui operarono i fratelli Arcangelo e Girolamo Balduini fino al 1532, quando passò ad Andrea de Crivelli (console di Trento) che aveva sposato Aurelia, figlia di Girolamo. Nel 1772, tramite altre successioni famigliari, passò quindi a Bartolomeo dall'Armi, medico e apotecario.